# Svenska nationella seismiska nätet
Svenska nationella seismiska nätet (SNSN), består av 69 moderna seismiska stationer, utspridda över Sverige från Lund i söder till Torneträsk i norr. Data innehållande uppmätta markrörelser sänds via Internet och mobilnätet i realtid från stationerna till centret som tillhör Institutionen för geovetenskaper, avdelningen för geofysik vid Uppsala universitet.
Merparten av stationerna är belägna på avstånd från tätorter och större infrastruktur för att reducera kulturellt brus. Vanligtvis kontrakteras en avsides belägen fastighet att tillhandahålla strömförsörjning samt ett mindre utrymme där en enklare dator, modem och UPS installeras. På ett avstånd av ca 300-1000 meter från fastigheten byggs sedan en brunn från markytan ner till fast berg, på vilket seismometern placeras. Mellan fastigheten och brunnen grävs elkabel och fiber ned för att säkerställa strömförsörjning till mätinstrumentet och kommunikation mellan dator och seismometer. Vid varje brunn finns även en GPS-antenn, primärt för att med stor precision kunna tidskoda de uppmätta markrörelserna. Utöver nämnda komponenter utrustas stationerna bland annat med åskskydd och fjärrstyrning av centrala delar av instrumenteringen.
De uppmätta markrörelserna analyseras i nära realtid av automatiserad programvara. Denna detekterar först energitransienter på enskilda stationer för att sedan försöka härleda plats och tid för en möjlig källa till energitransienter som detekterats på flera stationer. Alla de automatiskt beräknade källorna gås sedan igenom manuellt av personal på SNSN för att rensa bort falska källor och avgöra om övriga källor är jordbävningar, explosioner/sprängningar, eller gruvinducerade händelser. I den manuella analysen klassificeras rutinmässigt enbart källor inom Sveriges gränser. Källor utanför Sveriges gränser klassificeras endast i förekommande fall av samarbete med andra seismologiska organisationer.
Utöver insamlande av seismiskt data samlar även SNSN in rapporter om upplevda skalv via ett webbformulär tillgängligt på sin hemsida. Vanligtvis krävs att ett skalv skall ha en magnitud runt eller över ca 2 på Richterskalan för att det skall förnimmas, gränsen beror dock på flera parametrar såsom avstånd till skalvet, skalvets djup, markens beskafenhet, samt om en person befinner sig på markplan eller i en hög byggnad, osv. Det förekommer därför ibland att även skalv mindre än magnitud 2 känns av men under magnitud 1 är det högst ossanolikt att ett skalv skall kännas av. Inom hela det svenska nationella seismiska nätet uppmäts alla seismiska händelser som har en energi motsvarande ett jordskalv med magnitud -0,5. Inom delar av nätverket ligger gränsen runt magnitud -1. Även en del skalv under dessa gränser detekteras men dock inte alla.
I Sverige uppmäts årligen 600-800 jordskalv. Merparten av dessa är dock för små för att förnimmas av människor. I genomsnitt inträffar årligen 10-15 skalv med magnitud 2,0 eller större, 1-3 av dessa har en magnitud på 3,0 eller större. Skalv med magnitud 4,0 eller större förekommer ungefär ett per decennium. Utöver jordskalven registreras och klassificeras årligen ca 10 000 - 12 000 explosioner/sprängningar eller gruvinducerade händelser inom Sveriges gränser.
Att Sveriges berggrund är så tyst (lågt brus) och homogen gör systemet intressant för seismologer från andra länder som är intresserade att byta data. SNSN har dock små personalresurser, då det mesta bekostas av tidsbegränsade forskningsprojekt, och har därför inte möjlighet att möta den efterfrågan som finns.